# Boris Arseniev
Boris Konstantinovic Arseniev (în rusă Борис Константинович Арсеньев; n. 1874 – d. 7 noiembrie 1925, Paris, Franța) a fost un diplomat și om de stat rus, ultimul viceguvernator al Basarabiei. 

## Origine
Născut în familia unui scriitor celebru, persoană publică și unul dintre cei mai de seamă organizatori ai advocării rusești prerevoluționare, Constantin Constantinovici Arseniev (1837-1919) și Eugenia Ivanovna, fiind un aristocrat german care a acceptat ortodoxia și a muncit din greu pentru caritate.
Fratele mai mare Eugen (1872-1938), fratele Constantin (? —1900), sora mai mică Maria (1881-1937).

## Biografie
În 1896 a absolvit Liceul imperial „Aleksandrovsk” din Sankt Petersburg și s-a angajat în cadrul Ministerului Afacerilor Externe. În 1898 a fost numit secretar al Consulatului rus de la Iași. Ulterior a activat ca consul plural la Beirut, și ca al doilea secretar la misiunile din Tokyo și Atena.
Între 1908–1909 a fost prim-secretar al misiunii diplomatice ruse de la Beijing. În același timp, a fost un rezident al spionajului militar rus din Extremul Orient. Arseniev considera că Japonia nu va ataca singură Rusia, ci o va face cu mâinile Chinei.
În toamna anului 1908, l-a asistat pe colonelul Gustav Mannerheim în timpul sejurului său de 64 de zile de la Beijing, în timpul expediției în nordul și vestul Imperiului Qing.
Între 1910 și 1912 a fost Consul general în Bombay și apoi în Calcuta. În 1912, Arseniev s-a întâlnit cu Dalai Lama al XIII-lea, tot atunci fiind ridicat în rang de consilier de instanță.
În 1914 a fost un consilier al instanței.
Între 1913–1915 a fost prim-secretar al Ambasadei ruse din România.

### Emigrare
După Revoluția din Octombrie a emigrat în Franța, acolo fiind atașat la Marele duce Nicolai Nicolaevici.

## Legături externe
- ru Предварительный список российских дипломатов,оставшихся в эмиграции после Октября 1917 г. Arhivat în 13 noiembrie 2013, la Wayback Machine.
- ru Заклеймённые властью. Анкеты, письма, заявления политзаключенных в Московский Политический Красный Крест и Помощь политзаключенным, во ВЦИК, ВЧК-ОГПУ-НКВД